# PlanetQuake
Pour plus de détails, voir Fiche technique et Distribution.
PlanetQuake est un film catastrophe américain de 2024, réalisé par Monroe Robertson. Le film a été produit par The Asylum.

## Synopsis
Une bombe atomique de la Seconde Guerre mondiale, qui se trouve au fond de la fosse des Mariannes, doit être récupérée par un navire. Au cours de la tentative, le sol cède soudainement, provoquant l’explosion de la bombe. Cela provoque de forts tremblements de terre et des tsunamis des deux côtés de l’océan Pacifique. Le Dr Milly Anderson travaille avec son collègue Peter Houston au National Earthquake Information Center. Ils sont choqués de découvrir que Seattle est gravement touchée par les catastrophes naturelles. Il n’est pas possible d’approcher l’aéroport, de sorte que l’avion de Sophie Anderson, la fille de la Dr Milly Anderson, ne peut pas atterrir. Dans l’avion, la situation de l’hôtesse de l'air Jiah et des passagers s’aggrave.
Le général West, chef de la NSA, contacte le Dr Milly Anderson et l’exhorte à prendre contact avec son frère Dresden dans les trois prochains jours, car il est le seul à savoir comment empêcher la tectonique des plaques de s’étendre davantage. Son frère a également travaillé pour la NSA, mais a quitté les services de renseignement et est depuis considéré comme porté disparu. Dès que l’appel téléphonique est terminé, Dresde apparaît soudainement.
Le plan est rapidement élaboré : une plate-forme d’armes sur orbite qui est restée secrète et inutilisée depuis la présidence de Ronald Reagan doit être réactivée. Les lasers peuvent être utilisés pour réduire la pression sur les plaques tectoniques et arrêter les tremblements de terre. Le problème est que Dresde a emporté la seule copie des codes d’armement avec lui lorsqu’il est parti, et ils n’ont donc droit qu’à un seul essai. Ils reçoivent l’aide du major Joshua Anderson, le père du Dr Milly Anderson.

## Distribution
- Michael Paré : Général West
- Erica Duke : Dr Milly Anderson
- Phillip Botello : Peter Houston
- Anthony Jensen : Major Joshua Anderson
- Erin Gall : Sophie Anderson
- Doug Jeffery : Dresde
- Brittani O’Connell : Jiah
- Chevonne Wilson : Dr Diane Wright
- Zackary Simonini : Contremaître Davis
- Angelo Kern : Caporal Richards
- Brad Staggs : Capitaine Vogel

## Production
Les tournages en extérieur ont été réalisés dans le comté de Jennings, dans l’Indiana, entre autres. Dans le même état, les scènes dans les ruines ont également été réalisées à Butlerville et les scènes dans une ville détruite à North Vernon. Il s’agit des débuts de Monroe Robertson en tant que réalisateur et scénariste dans une production cinématographique.
Aux États-Unis, le film est sorti dans certains cinémas du 26 janvier 2024 au 1er février 2024. En Allemagne, il a commencé en location de vidéos le 16 août 2024. Le 15 septembre 2024, le film a connu sa première diffusion télévisée gratuite sur la chaîne munichoise Tele 5.

## Réception critique
Filmdienst décrit ainsi le film : 

« Film catastrophe scandaleux avec des effets spéciaux pitoyables et de nombreuses scènes de dialogue redondantes, avec lesquelles un travail modeste est porté à la longueur d’un long métrage. Outre l’inclusion naïve d’aspects historiques et géologiques, il ne diffère guère des œuvres  comparables. »

Cinema (de), pour sa part, le résume comme :

« Un désastre à l’écran, bon marché, moche. »

Dans sa critique de film sur Voices From The Balcony, Jim Morazzini fait l’éloge des dialogues du film, qui sont meilleurs que les productions cinématographiques habituelles de The Asylum. Il critique le petit nombre et la qualité des effets spéciaux du film. Il parle d’un « film décidément ennuyeux » qui « aurait pu être bien meilleur avec un peu d’efforts et un peu plus d’argent ». Au final, le film reçoit 1,5 étoiles sur 5,0 possibles de sa part.
Dans le score d’audience, la note des spectateurs sur Rotten Tomatoes, le film a une note de 17% avec moins de 50 votes. Dans l’Internet Movie Database, le film a une note de 3,1 sur 10,0 étoiles possibles avec plus de 190 votes exprimés (en septembre 2024).